# Lac des Deux Montagnes
Het Lac des Deux Montagnes ("Meer van de Twee Bergen") is een onderdeel van de rivierdelta van de Ottawarivier in de Canadese provincie Québec. Het grenst aan het Île de Montréal, het eiland waarop de stad Montréal ligt. Het meer heeft één ingang, de Ottawarivier zelf, en vier uitgangen: twee takken van de Ottawarivier die rechtstreeks uitmonden in het Lac Saint-Louis van de Saint Lawrencerivier, de Rivière des Prairies, en de Rivière des Mille Îles. De laatste twee monden enkele tientallen kilometers verder, voorbij Montréal, alsnog uit in de Saint Lawrencerivier.
Het meer werd in 1612 door Samuel de Champlain lac de Médicis genoemd. De huidige naam dateert van 1684, en refereert waarschijnlijk aan de twee hoogste toppen van de collines d'Oka, een groep heuvels nabij het dorp Oka op de noordoever van het meer.